# Hospitalkapelle St. Georg

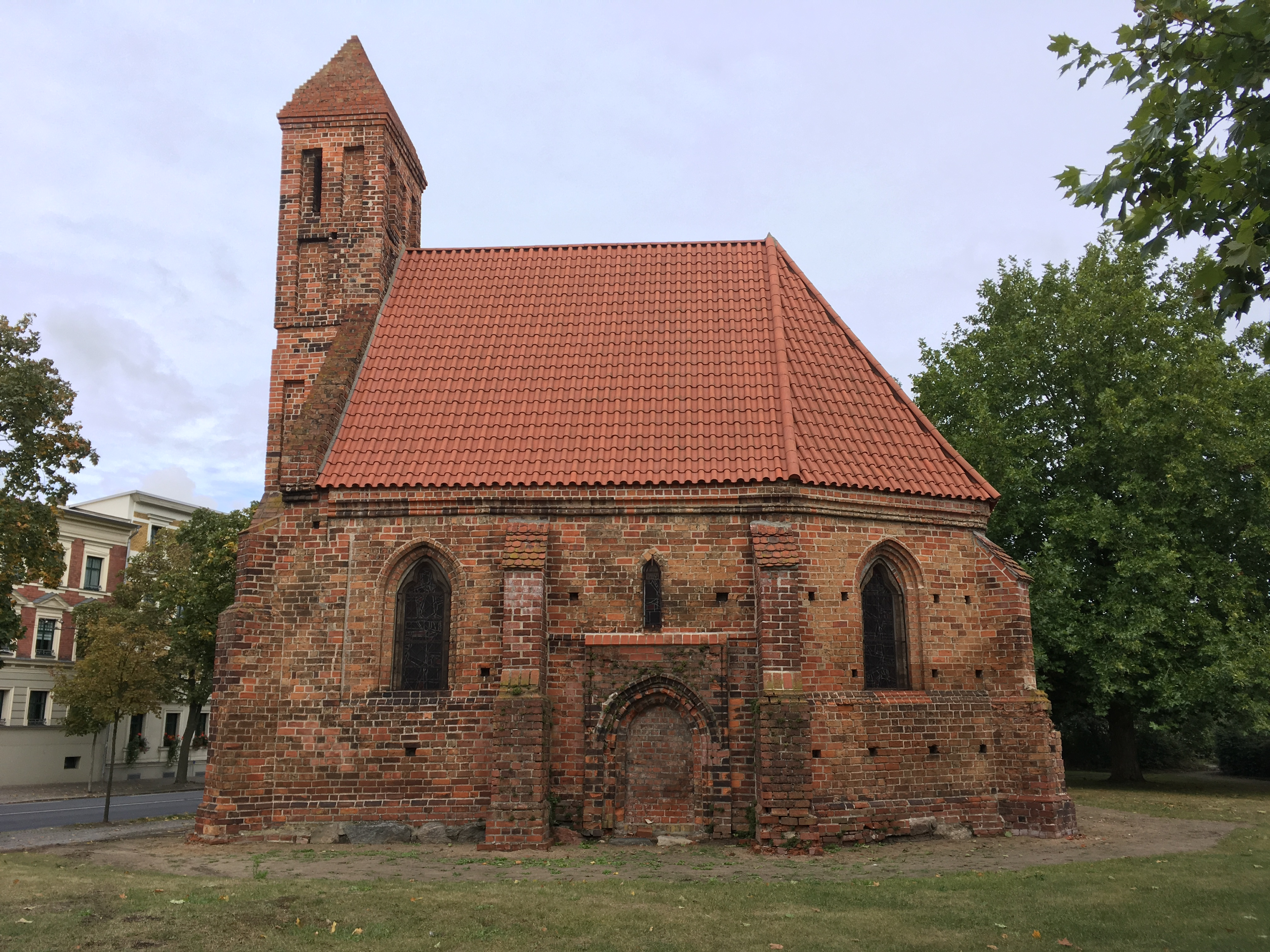
Eberswalde, Hospitalkapelle St. Georg

Die Hospitalkapelle St. Georg ist ein denkmalgeschützter Backsteinbau aus dem 14. Jahrhundert in Eberswalde.

## Lage
Das Hospital St. Georg lag nördlich der mittelalterlichen Altstadt von Eberswalde an der wichtigen Handelsstraße über Kloster Chorin nach Stettin und Stralsund.

## Geschichte
Von 1359 ist die älteste urkundliche Erwähnung des Hospitals Sancti Georgi erhalten, für das ein Altar mit finanziellen Mitteln ausgestattet werden sollte. Das Hospital war wahrscheinlich kurz zuvor gegründet worden und wurde als Leprosorium für Personen mit ansteckenden Krankheiten genutzt. Im 16. Jahrhundert waren dort Frauen mit der Krankenpflege und Totenwäsche tätig, offenbar Beginen.
1618 wurde die Ausstattung in die St.-Maria-Magdalenen-Kirche gebracht und die Kapelle von dieser für musikalische Zwecke genutzt. Danach verfielen die Gebäude. Der Friedhof wurde 1757 und 1850 für Soldatengräber genutzt.
1929/30 wurde die Kapelle für die Öffentlichkeit zugänglich gemacht. Seit etwa 1950 wurde sie vom Städtischen Museum und ab 1973 als Konzertsaal genutzt. Seit etwa 2010 wird sie nicht mehr genutzt und ist nicht mehr öffentlich zugänglich.